# Muhammad Habibur Rahman

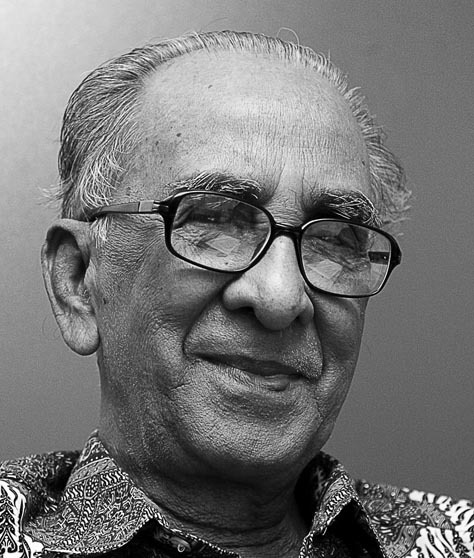
Habibur Rahman. 2011

Muhammad Habibur Rahman (bengalisch মুহাম্মদ হাবিবুর রহমান, Muhāmmada Hābibura Rahamāna, geb. 3. Dezember 1928 (1930), Murshidabad, Bengalen, Britisch-Indien; gest. 11. Januar 2014, Gulshan, Dhaka) war 1995 Vorsitzender Richter des Obersten Gerichtshofs von Bangladesch. Er war der Chief Adviser des Caretaker Governments 1996, welches die Parlamentswahl in Bangladesch 2001 vorbereitete. Er war Fakultätsmitglied an den juristischen Fakultäten der University of Rajshahi and University of Dhaka. Außerdem war er Sprachaktivist und Verfechter der bengalischen Sprache, schrieb viel und veröffentlichte acht Bücher zu diesem Thema. Er spielte eine bedeutende Rolle bei der Einführung der Bengalischen Sprache am Obersten Gerichtshof von Bangladesch. Er verfasste Jathashabdo (1974), den ersten Thesaurus in der bengalischen Sprache.
Habibur Rahman wurde 1984 mit dem Bangla Academy Literary Award and 2007 mit dem Ekushey Padak ausgezeichnet. Er war Fellow der Bangla Academy, der Asiatic Society of Bangladesh und des Worcester College, Oxford.

## Leben

### Ausbildung
Habibur Rahman erhielt seine Ausbildung in Kolkata, Dhaka, Oxford und London. Er ist Alumnus der University of Dhaka und war ein Aktivist in der Bengalischen Sprachbewegung.

### Karriere
Habibur Rahman begann seine Karriere 1952 als Dozent für Geschichte an der Universität Dhaka. Später wechselte er an die juristische Fakultät der Universität Rajshahi, wo er 1961 Dekan der juristischen Fakultät und 1962–1964 Dozent für Geschichte war. 1964 wechselte er den Beruf und wurde Anwalt der Rechtsanwaltskammer Dhaka. In seiner juristischen Laufbahn war er stellvertretender Generalanwalt (1969), Vizepräsident der High Court Bar Association (1972) und Mitglied des Bangladesh Bar Council (1972).

## Vermächtnis
Rahman leistete wichtige Beiträge für die Sprachbewegung im damaligen Ostpakistan. Am 21. Februar 1952 war er der erste, der den Paragraphen 144 (Section 144) missachtete, die erste Gruppe einer Demonstration anführte und kurz darauf verhaftet wurde. An diesem Tag griffen Polizei und parlamentarische Kräfte zu großflächigem Tränengasbeschuss, Schlägen und schließlich Schüssen. Infolgedessen wurden mehrere Studenten getötet, Hunderte verletzt und Tausende verhaftet.

## Tod
Habibur Rahman  starb am 11. Januar 2014, im Alter von 85 Jahren im United Hospital, Gulshan, Dhaka.